# Tournée des quatre tremplins 2018-2019
 (septembre 2020).
Si vous disposez d'ouvrages ou d'articles de référence ou si vous connaissez des sites web de qualité traitant du thème abordé ici, merci de compléter l'article en donnant les références utiles à sa vérifiabilité et en les liant à la section « Notes et références ».
Navigation
Édition précédente Édition suivante
La 67e édition de la tournée des quatre tremplins se déroule du 29 décembre 2018 au 6 janvier 2019.
La tournée des quatre tremplins (en allemand : Vierschanzentournee) est une compétition de saut à ski. Elle a lieu annuellement depuis 1953 sur quatre tremplins différents, deux en Allemagne et deux en Autriche, autour du nouvel an.
Ce tournoi qui revêt une très grande importance aux yeux des spécialistes de la discipline du saut à ski permet cet hiver à Ryōyū Kobayashi de devenir à 22 ans le troisième athlète à réaliser le Grand Chelem en s'imposant dans les quatre étapes, après Sven Hannawald en 2001-2002 et Kamil Stoch en 2017-2018. 

## Attribution des points
Le classement de la tournée des quatre tremplins est effectué en additionnant les points obtenus à chaque saut (longueur et notes de style), ceux qui servent à déterminer le classement de chaque compétition de saut à ski quelles qu'elles soient.
Chaque concours de cette tournée comptent également pour la coupe du monde de saut à ski 2018-2019 et apportent aux concurrents des points selon les mêmes modalités que les autres concours : 100 points au premier, 80 au deuxième... et un point au 30e.

## Les tremplins
| \| [[Fichier:Alps location map.png\\|600px\\|{{#if:\\|{{{alt}}}\\|Tournée des quatre tremplins 2018-2019 est dans la page Alpes.]]Oberstdorf Garmisch-Partenkirchen Innsbruck Bischofshofen Tournée des quatre tremplins 2018-2019 (Alpes) \| |
| [[Fichier:Alps location map.png\|600px\|{{#if:\|{{{alt}}}\|Tournée des quatre tremplins 2018-2019 est dans la page Alpes.]]Oberstdorf Garmisch-Partenkirchen Innsbruck Bischofshofen Tournée des quatre tremplins 2018-2019 (Alpes)           |

## Calendrier
| q | Qualification | C | Concours |

| Évènements           | Calendrier | Calendrier | Calendrier | Calendrier | Calendrier | Calendrier | Calendrier | Calendrier | Calendrier | Calendrier | Calendrier |
| Évènements           | 29         | 30         | 31         | 1          | 2          | 3          | 4          | 5          | 6          |            |            |
| Évènements           | Décembre   | Décembre   | Décembre   | Janvier    | Janvier    | Janvier    | Janvier    | Janvier    | Janvier    |            |            |
|                      |            |            |            |            |            |            |            |            |            |            |            |
| Oberstdorf HS 137    | q          | C          |            |            |            |            |            |            |            |            |            |
| Garmisch HS 140      |            |            | q          | C          |            |            |            |            |            |            |            |
| Innsbruck HS 130     |            |            |            |            |            | q          | C          |            |            |            |            |
| Bischofshofen HS 140 |            |            |            |            |            |            |            | q          | C          |            |            |
|                      |            |            |            |            |            |            |            |            |            |            |            |

## Classements
|      | \| Rang \| Nom \| Points \| \| ---- \| ------------------- \| ------ \| \| 1 \| Ryōyū Kobayashi \| 1098.0 \| \| 2 \| Markus Eisenbichler \| 1035.9 \| \| 3 \| Stephan Leyhe \| 1014.1 \| \| 4 \| Dawid Kubacki \| 1010.8 \| \| 5 \| Roman Koudelka \| 1006.3 \| \| 6 \| Kamil Stoch \| 994.0 \| \| 7 \| Andreas Stjernen \| 988.0 \| \| 8 \| Robert Johansson \| 983.2 \| \| 9 \| Daniel Huber \| 970.4 \| \| 10 \| Killian Peier \| 959.3 \| |        |
| Rang | Nom | Points |
| 1    | Ryōyū Kobayashi | 1098.0 |
| 2    | Markus Eisenbichler | 1035.9 |
| 3    | Stephan Leyhe | 1014.1 |
| 4    | Dawid Kubacki | 1010.8 |
| 5    | Roman Koudelka | 1006.3 |
| 6    | Kamil Stoch | 994.0  |
| 7    | Andreas Stjernen | 988.0  |
| 8    | Robert Johansson | 983.2  |
| 9    | Daniel Huber | 970.4  |
| 10   | Killian Peier | 959.3  |

### Tableau récapitulatif
| Étape | Lieu          | Épreuve | Date             | Vainqueur       | Deuxième            | Troisième        | Leader de la Tournée |
| ----- | ------------- | ------- | ---------------- | --------------- | ------------------- | ---------------- | -------------------- |
| 1     | Oberstdorf    | HS 137  | 30 décembre 2018 | Ryōyū Kobayashi | Markus Eisenbichler | Stefan Kraft     | Ryōyū Kobayashi      |
| 2     | Garmisch      | HS 140  | 1er janvier 2019 | Ryōyū Kobayashi | Markus Eisenbichler | Dawid Kubacki    | Ryōyū Kobayashi      |
| 3     | Innsbruck     | HS 130  | 4 janvier 2019   | Ryōyū Kobayashi | Stefan Kraft        | Andreas Stjernen | Ryōyū Kobayashi      |
| 4     | Bischofshofen | HS 140  | 6 janvier 2019   | Ryōyū Kobayashi | Stefan Kraft        | Stephan Leyhe    | Ryōyū Kobayashi      |

## Résultats détaillés

### Bischofshofen
Le 5 janvier 2019, en raison de fortes chutes de neige la première journée a été annulée, les qualifications et le concours ont lieu le 6 janvier 2019.
En raison d'un manque de temps pour préparer les duels après l'épreuve qualificative, il est décidé qu'il n'y aura pas de face à face mais une qualification des 30 meilleurs sauteurs à l'issue de la première manche.